# Mayaca
Cet article concerne une plante de la famille des Mayacaceae. Pour le peuple amérindien de Floride, voir Mayacas.
Famille
Genre
Classification APG III (2009)
Mayaca est un genre  de plantes monocotylédones qui comprend 2-10 espèces. C'est le seul genre de la famille des Mayacaceae
Ce sont des petites plantes herbacées des marais (aquatiques ou non) des régions subtropicales ou tropicales. Les feuilles sont submergées ou émergentes, filiformes ou lancéolées.
On les rencontre au sud-est des États-Unis, en Amérique centrale ou en Afrique de l'Ouest tropicale.

## Étymologie
Le nom vient du genre Mayaca qui, selon David Gledhil, viendrait du grec μαγιά / mayá (levure), en référence à une plante d'eau douce ressemblant à une mousse. De fait, le nom vernaculaire anglais de cette plante est « bog moss » c'est-à-dire « mousse de tourbière ». Mais cette racine grecque n'est pas prouvée Aublet n'ayant donné aucun détail sur le choix du nom qu'il fit en 1775.
Un rapport avec un éthnonyme (par exemple les Mayacas, peuple amérindien d'Amérique), ou un toponyme local pourrait être possible.
En effet, l’origine du nom est souvent associée à la rivière « Malacca » située dans le nord du Brésil,, hypothèse cependant controversée, du fait que le spécimen type fut récolté en Guyane française, près de la rivière Sinémari et que, de plus, existe un cours d’eau nommé « Mahaica » en Guyane britannique qui aurait pu inspirer Aublet dans la désignation du genre,.

## Classification
En classification classique de Cronquist (1981) cette famille était dans l'ordres des Commelinales.
La classification phylogénétique APG II (2003) et la classification phylogénétique APG III (2009) situent maintenant cette famille dans l'ordre des Poales.
La famille des Mayacaceae a été nommée en 1842 par Karl Kunth et assignée à l'ordre des Commelinales en 2000 par David Mabberley.
Malgré sa reconnaissance, la pertinence de cette famille est encore discutée. En effet certains auteurs continuent à inclure le genre Mayaca dans pas moins de 17 autres familles dont les Commelinaceae, les Eriocaulaceae ou les Xyridaceae.

## Liste des genres
Selon World Checklist of Selected Plant Families (WCSP) (20 avr. 2010), Angiosperm Phylogeny Website (18 mai 2010), NCBI (20 avr. 2010), DELTA Angio (20 avr. 2010) et ITIS (20 avr. 2010) :
- famille Mayacaceae
  - genre Mayaca  Aubl. (1775)

## Liste des espèces
Selon World Checklist of Selected Plant Families (WCSP) (20 avr. 2010) :
- famille Mayacaceae
  - genre Mayaca  Aubl. (1775)
    - Mayaca baumii  Gürke (1902)
    - Mayaca fluviatilis  Aubl. (1775)
    - Mayaca longipes  Mart. ex Seub. (1855)
    - Mayaca madida  (Vell.) Stellfeld (1967)
    - Mayaca wrightii  Griseb. (1866)

Selon NCBI (20 avr. 2010) :
- famille Mayacaceae
  - genre Mayaca
    - Mayaca fluviatilis
    - Mayaca sellowiana

## Synonymes
- Biaslia Vand.
- Coletia Vell.
- Syena Schreb.

#### Mayacaceae
- (en) Flora of North America : Mayacaceae
- (en) Monocot Families (USDA) : Mayacaceae
- (en) World Checklist of Selected Plant Families (WCSP) : Mayacaceae
- (en) Angiosperm Phylogeny Website : Mayacaceae  (+ liste genres chez Kew Gardens)
- (en) DELTA Angio : Mayacaceae  Kunth
- (en) Catalogue of Life : Mayacaceae (consulté le 10 décembre 2020)
- (en) Paleobiology Database : Mayacaceae  Kunth
- (fr + en) ITIS : Mayacaceae
- (en) NCBI : Mayacaceae (taxons inclus)
- (en) GRIN : famille Mayacaceae  Kunth (+liste des genres contenant des synonymes)

#### Mayaca
- (en) Flora of North America : Mayaca
- (fr + en) ITIS : Mayaca  Aubl.
- (en) NCBI : Mayaca (taxons inclus)
- (en) GRIN : genre Mayaca  Aubl. (+liste d'espèces contenant des synonymes)